# Ákos Szilágyi
Ákos Szilágyi (ur. 12 września 1995) – węgierski skoczek narciarski, złoty medalista mistrzostw Węgier juniorów.
Swój debiut zaliczył podczas zawodów FIS Cup w Eisenerz w 2009. Pięciokrotnie wystąpił na mistrzostwach świata juniorów, najlepszy wynik osiągając w czeskim Libercu, gdzie zajął 57. miejsce. Na mistrzostwach świata, które odbyły się Val di Fiemme w 2013 osiągnął odległość 69,5 m w kwalifikacjach do konkursu głównego na skoczni normalnej. Z notą 48,2 punktu zajął przedostatnie miejsce, wyprzedzając łotewskiego zawodnika Kristapsa Nežbortsa.
Od lata 2013 nie pojawia się na arenie międzynarodowej.

## Mistrzostwa świata
| Rok  | Miejscowość   | Miejsce                | Skocznia | Konkurencja   |
| ---- | ------------- | ---------------------- | -------- | ------------- |
| 2013 | Val di Fiemme | nie zakwalifikował się | HS106    | indywidualnie |

## Mistrzostwa świata juniorów
| Rok  | Miejscowość         | Miejsce | Skocznia | Konkurencja   |
| ---- | ------------------- | ------- | -------- | ------------- |
| 2009 | Szczyrbskie Jezioro | 78.     | HS100    | indywidualnie |
| 2009 | Szczyrbskie Jezioro | 18.     | HS100    | drużynowo     |
| 2010 | Hinterzarten        | 77.     | HS106    | indywidualnie |
| 2010 | Hinterzarten        | 18.     | HS106    | drużynowo     |
| 2011 | Otepää              | 66.     | HS100    | indywidualnie |
| 2012 | Erzurum             | 65.     | HS109    | indywidualnie |
| 2013 | Liberec             | 57.     | HS100    | indywidualnie |

## Olimpijski festiwal młodzieży Europy
| Rok  | Miejscowość | Miejsce | Skocznia | Konkurencja   |
| ---- | ----------- | ------- | -------- | ------------- |
| 2011 | Liberec     | 51.     | HS100    | indywidualnie |

## Igrzyska olimpijskie młodzieży
| Rok  | Miejscowość | Miejsce | Skocznia | Konkurencja   |
| ---- | ----------- | ------- | -------- | ------------- |
| 2012 | Innsbruck   | 20.     | HS75     | indywidualnie |

## Puchar Kontynentalny

### Miejsca w poszczególnych konkursachPucharu Kontynentalnego
| Źródło                                                                        | Źródło | Źródło    | Źródło    | Źródło   | Źródło   | Źródło  | Źródło  | Źródło  | Źródło        | Źródło        | Źródło           | Źródło           | Źródło  | Źródło  | Źródło        | Źródło        | Źródło        | Źródło     | Źródło     | Źródło | Źródło | Źródło  | Źródło  | Źródło    | Źródło    | Źródło      | Źródło      | Źródło | Źródło | Źródło | Źródło | Źródło | Źródło | Źródło | Źródło | Źródło | Źródło | Źródło | Źródło | Źródło | Źródło | Źródło | Źródło | Źródło | Źródło | Źródło | Źródło | Źródło | Źródło | Źródło | Źródło | Źródło | Źródło | Źródło | Źródło | Źródło | Źródło | Źródło | Źródło |
| ----------------------------------------------------------------------------- | ------ | --------- | --------- | -------- | -------- | ------- | ------- | ------- | ------------- | ------------- | ---------------- | ---------------- | ------- | ------- | ------------- | ------------- | ------------- | ---------- | ---------- | ------ | ------ | ------- | ------- | --------- | --------- | ----------- | ----------- | ------ | ------ | ------ | ------ | ------ | ------ | ------ | ------ | ------ | ------ | ------ | ------ | ------ | ------ | ------ | ------ | ------ | ------ | ------ | ------ | ------ | ------ | ------ | ------ | ------ | ------ | ------ | ------ | ------ | ------ | ------ | ------ |
| Sezon 2012/2013                                                               |        |           |           |          |          |         |         |         |               |               |                  |                  |         |         |               |               |               |            |            |        |        |         |         |           |           |             |             |        |        |        |        |        |        |        |        |        |        |        |        |        |        |        |        |        |        |        |        |        |        |        |        |        |        |        |        |        |        |        |        |
| Ałmaty                                                                        | Ałmaty | Engelberg | Engelberg | Zakopane | Zakopane | Sapporo | Sapporo | Sapporo | Bischofshofen | Bischofshofen | Titisee-Neustadt | Titisee-Neustadt | Planica | Planica | Iron Mountain | Iron Mountain | Iron Mountain | Brotterode | Brotterode | Wisła  | Wisła  | Liberec | Liberec | Vikersund | Vikersund | Niżny Tagił | Niżny Tagił | punkty |        |        |        |        |        |        |        |        |        |        |        |        |        |        |        |        |        |        |        |        |        |        |        |        |        |        |        |        |        |        |        |
| -                                                                             | -      | -         | -         | 81       | 87       | -       | -       | -       | 74            | 72            | -                | -                | 80      | 83      | -             | -             | -             | -          | -          | -      | -      | 71      | 72      | -         | -         | -           | -           | 0      |        |        |        |        |        |        |        |        |        |        |        |        |        |        |        |        |        |        |        |        |        |        |        |        |        |        |        |        |        |        |        |
| Legenda                                                                       |        |           |           |          |          |         |         |         |               |               |                  |                  |         |         |               |               |               |            |            |        |        |         |         |           |           |             |             |        |        |        |        |        |        |        |        |        |        |        |        |        |        |        |        |        |        |        |        |        |        |        |        |        |        |        |        |        |        |        |        |
| 1 2 3 4-10 11-30 poniżej 30 dq – dyskwalifikacja - – zawodnik nie wystartował |        |           |           |          |          |         |         |         |               |               |                  |                  |         |         |               |               |               |            |            |        |        |         |         |           |           |             |             |        |        |        |        |        |        |        |        |        |        |        |        |        |        |        |        |        |        |        |        |        |        |        |        |        |        |        |        |        |        |        |        |

## Letni Puchar Kontynentalny

### Miejsca w poszczególnych konkursachLetniego Pucharu Kontynentalnego
| Źródło                                                                        | Źródło | Źródło | Źródło | Źródło          | Źródło          | Źródło      | Źródło      | Źródło      | Źródło      | Źródło      | Źródło      | Źródło      | Źródło      | Źródło | Źródło | Źródło | Źródło | Źródło | Źródło | Źródło | Źródło | Źródło | Źródło | Źródło | Źródło | Źródło |
| ----------------------------------------------------------------------------- | ------ | ------ | ------ | --------------- | --------------- | ----------- | ----------- | ----------- | ----------- | ----------- | ----------- | ----------- | ----------- | ------ | ------ | ------ | ------ | ------ | ------ | ------ | ------ | ------ | ------ | ------ | ------ | ------ |
| 2012                                                                          |        |        |        |                 |                 |             |             |             |             |             |             |             |             |        |        |        |        |        |        |        |        |        |        |        |        |        |
| Stams                                                                         | Stams  | Kranj  | Kranj  | Krasnaja Polana | Krasnaja Polana | Kuopio      | Kuopio      | Lillehammer | Lillehammer | Czajkowskij | Czajkowskij | Klingenthal | Klingenthal | punkty |        |        |        |        |        |        |        |        |        |        |        |        |
| -                                                                             | -      | 65     | 71     | -               | -               | -           | -           | -           | -           | -           | -           | -           | -           | 0      |        |        |        |        |        |        |        |        |        |        |        |        |
| 2013                                                                          |        |        |        |                 |                 |             |             |             |             |             |             |             |             |        |        |        |        |        |        |        |        |        |        |        |        |        |
| Stams                                                                         | Stams  | Kranj  | Kranj  | Kuopio          | Kuopio          | Lillehammer | Lillehammer | Klingenthal | Klingenthal | punkty      | punkty      | punkty      | punkty      | punkty | punkty | punkty | punkty | punkty |        |        |        |        |        |        |        |        |
| 69                                                                            | 67     | 68     | 70     | -               | -               | -           | -           | -           | -           | 0           | 0           | 0           | 0           | 0      | 0      | 0      | 0      | 0      |        |        |        |        |        |        |        |        |
| Legenda                                                                       |        |        |        |                 |                 |             |             |             |             |             |             |             |             |        |        |        |        |        |        |        |        |        |        |        |        |        |
| 1 2 3 4-10 11-30 poniżej 30 dq – dyskwalifikacja - − zawodnik nie wystartował |        |        |        |                 |                 |             |             |             |             |             |             |             |             |        |        |        |        |        |        |        |        |        |        |        |        |        |

## FIS Cup

### Miejsca w klasyfikacji generalnej
| Sezon     | Miejsce |
| --------- | ------- |
| 2012/2013 | 237.    |

### Miejsca w poszczególnych konkursachFIS Cupu
| Sezon 2008/2009                                                               |                |                     |                     |                |                     |                     |            |                     |            |            |          |                     |                     |           |             |             |             |             |             |             |                        |                        |        |            |            |        |        |        |        |        |        |        |        |        |        |        |        |        |        |        |        |        |
| Oberwiesenthal                                                                | Oberwiesenthal | Szczyrbskie Jezioro | Szczyrbskie Jezioro | Predazzo       | Predazzo            | Einsiedeln          | Einsiedeln | Szczyrbskie Jezioro | Harrachov  | Harrachov  | Yabuli   | Lauscha             | Eisenerz            | Eisenerz  | Notodden    | Notodden    | Ljubno      | Ljubno      | Zaō         | Zaō         | Sapporo                | punkty                 | punkty | punkty     | punkty     | punkty | punkty | punkty | punkty | punkty | punkty | punkty | punkty | punkty | punkty | punkty | punkty | punkty | punkty | punkty |        |        |
| -                                                                             | -              | -                   | -                   | -              | -                   | -                   | -          | -                   | -          | -          | -        | -                   | 66                  | 67        | -           | -           | 43          | 42          | -           | -           | -                      | 0                      | 0      | 0          | 0          | 0      | 0      | 0      | 0      | 0      | 0      | 0      | 0      | 0      | 0      | 0      | 0      | 0      | 0      | 0      |        |        |
| Sezon 2009/2010                                                               |                |                     |                     |                |                     |                     |            |                     |            |            |          |                     |                     |           |             |             |             |             |             |             |                        |                        |        |            |            |        |        |        |        |        |        |        |        |        |        |        |        |        |        |        |        |        |
| Villach                                                                       | Predazzo       | Predazzo            | Oberwiesenthal      | Oberwiesenthal | Szczyrbskie Jezioro | Szczyrbskie Jezioro | Falun      | Falun               | Einsiedeln | Einsiedeln | Notodden | Notodden            | Harrachov           | Harrachov | Szczyrk     | Szczyrk     | Lauscha     | Lauscha     | Villach     | Kranj       | Kranj                  | Zaō                    | Zaō    | Courchevel | Courchevel | punkty |        |        |        |        |        |        |        |        |        |        |        |        |        |        |        |        |
| 92                                                                            | -              | -                   | -                   | -              | 64                  | 65                  | -          | -                   | -          | -          | -        | -                   | 73                  | 72        | 64          | 65          | -           | -           | 64          | -           | -                      | -                      | -      | -          | -          | 0      |        |        |        |        |        |        |        |        |        |        |        |        |        |        |        |        |
| Sezon 2010/2011                                                               |                |                     |                     |                |                     |                     |            |                     |            |            |          |                     |                     |           |             |             |             |             |             |             |                        |                        |        |            |            |        |        |        |        |        |        |        |        |        |        |        |        |        |        |        |        |        |
| Villach                                                                       | Villach        | Szczyrbskie Jezioro | Szczyrbskie Jezioro | Örnsköldsvik   | Örnsköldsvik        | Falun               | Falun      | Einsiedeln          | Einsiedeln | Notodden   | Notodden | Szczyrbskie Jezioro | Szczyrbskie Jezioro | Szczyrk   | Szczyrk     | Kranj       | Kranj       | Ramsau      | Ramsau      | Ruhpolding  | Ruhpolding             | Zaō                    | Zaō    | punkty     | punkty     | punkty | punkty | punkty | punkty | punkty | punkty | punkty | punkty | punkty | punkty | punkty | punkty | punkty | punkty | punkty | punkty | punkty |
| 54                                                                            | 57             | 49                  | 49                  | -              | -                   | -                   | -          | -                   | -          | -          | -        | 50                  | 57                  | 67        | 81          | 37          | 37          | -           | -           | -           | -                      | -                      | -      | 0          | 0          | 0      | 0      | 0      | 0      | 0      | 0      | 0      | 0      | 0      | 0      | 0      | 0      | 0      | 0      | 0      | 0      | 0      |
| Sezon 2011/2012                                                               |                |                     |                     |                |                     |                     |            |                     |            |            |          |                     |                     |           |             |             |             |             |             |             |                        |                        |        |            |            |        |        |        |        |        |        |        |        |        |        |        |        |        |        |        |        |        |
| Villach                                                                       | Villach        | Gérardmer           | Gérardmer           | Szczyrk        | Szczyrk             | Einsiedeln          | Einsiedeln | Notodden            | Notodden   | Predazzo   | Predazzo | Szczyrk             | Szczyrk             | Kranj     | Kranj       | Liberec     | Brattleboro | Brattleboro | Baiersbronn | Baiersbronn | Garmisch-Partenkirchen | Garmisch-Partenkirchen | punkty | punkty     | punkty     | punkty | punkty | punkty | punkty | punkty | punkty | punkty | punkty | punkty | punkty | punkty | punkty | punkty | punkty | punkty | punkty |        |
| 78                                                                            | 73             | -                   | -                   | 74             | 70                  | -                   | -          | -                   | -          | -          | -        | -                   | -                   | 66        | 69          | -           | -           | -           | -           | -           | -                      | -                      | 0      | 0          | 0          | 0      | 0      | 0      | 0      | 0      | 0      | 0      | 0      | 0      | 0      | 0      | 0      | 0      | 0      | 0      | 0      |        |
| Sezon 2012/2013                                                               |                |                     |                     |                |                     |                     |            |                     |            |            |          |                     |                     |           |             |             |             |             |             |             |                        |                        |        |            |            |        |        |        |        |        |        |        |        |        |        |        |        |        |        |        |        |        |
| Râșnov                                                                        | Villach        | Villach             | Kuopio              | Kuopio         | Wisła               | Wisła               | Einsiedeln | Einsiedeln          | Winterberg | Winterberg | Râșnov   | Râșnov              | Zakopane            | Zakopane  | Brattleboro | Brattleboro | Kranj       | Kranj       | Oberstdorf  | Oberstdorf  | punkty                 | punkty                 | punkty | punkty     | punkty     | punkty | punkty | punkty | punkty | punkty | punkty | punkty | punkty | punkty | punkty | punkty | punkty | punkty | punkty |        |        |        |
| 29                                                                            | -              | -                   | -                   | -              | -                   | -                   | -          | -                   | -          | -          | -        | -                   | -                   | -         | -           | -           | -           | -           | -           | -           | 2                      | 2                      | 2      | 2          | 2          | 2      | 2      | 2      | 2      | 2      | 2      | 2      | 2      | 2      | 2      | 2      | 2      | 2      | 2      |        |        |        |
| Legenda                                                                       |                |                     |                     |                |                     |                     |            |                     |            |            |          |                     |                     |           |             |             |             |             |             |             |                        |                        |        |            |            |        |        |        |        |        |        |        |        |        |        |        |        |        |        |        |        |        |
| 1 2 3 4-10 11-30 poniżej 30 dq – dyskwalifikacja - − zawodnik nie wystartował |                |                     |                     |                |                     |                     |            |                     |            |            |          |                     |                     |           |             |             |             |             |             |             |                        |                        |        |            |            |        |        |        |        |        |        |        |        |        |        |        |        |        |        |        |        |        |